# جون سابوداسي
جون سابوداسي (بالإنجليزية: John Capodice)‏ هو ممثل أمريكي، ولد في 25 ديسمبر 1941 بشيكاغو في الولايات المتحدة.

## أعمال

### أفلام
- (1987) وول ستريت[3]
- (1990) شؤون داخلية[4]
- (1992) شهر العسل في فيجاس
- (1994)  محقق الحيوانات الأليفة[5]
- (1994) سرعة[6][7]
- (1996) الشبح
- (1996) يوم الاستقلال[8][9]
- (2006) العاشر والذئب

### مسلسلات
- التحقيق في موقع الجريمة

## وصلات خارجية
- جون سابوداسي على موقع IMDb (الإنجليزية)
- جون سابوداسي على موقع ألو سيني (الفرنسية)
- جون سابوداسي على موقع أول موفي (الإنجليزية)
- جون سابوداسي على موقع قاعدة بيانات برودواي على الإنترنت (الإنجليزية)
- جون سابوداسي على موقع قاعدة بيانات الأفلام السويدية (السويدية)
- جون سابوداسي على موقع قاعدة بيانات الفيلم (الإنجليزية)
- جون سابوداسي على موقع كينوبويسك (الروسية)